# 헝가리 국민단결정부
국민단결정부(헝가리어: Nemzeti Összefogás Kormánya 넴제티 외세포가시 코르마녀[*])는 화살십자당에 의해 수립된 헝가리 왕국의 전체주의, 독재 정부이다.
제2차 세계 대전이 진행 중이던 1944년 10월 11일에 나치 독일이 판저파우스트 작전을 통해 헝가리를 침공했다. 살러시 페렌츠가 이끄는 친(親)나치 성향의 정당인 화살십자당은 쿠데타를 통해 호르티 미클로시 섭정을 납치했고 나치 독일의 괴뢰 정권인 국민단결정부를 수립했다.
1944년 12월 21일에는 소련의 지원을 받은 헝가리 공산당, 독립 소자작농당, 국가농민당, 헝가리 사회민주당을 중심으로 결성된 기구인 헝가리 최고국가평의회가 데브레첸에서 수립되었다. 이 기구는 헝가리 제1군 사령관을 역임했던 미클로시 벨러를 임시 정부 수반으로 추대했다. 1945년 3월에는 소련 군대가 헝가리를 침공했고 1945년 5월 7일에는 살러시 페렌츠를 중심으로 한 국민단결정부가 붕괴되었다.

## 같이 보기
- 판처파우스트 작전